# Адельгейм Євген Георгійович
Євге́н Гео́ргійович Адельге́йм (нар. 14 листопада 1907, Київ — пом. 13 січня 1982, Київ) — український радянський літературознавець, літературний критик; член Спілки письменників України з 1934 року.

## Біографія
Народився 1 [14] листопада 1907 року в Києві в сім'ї адвоката. В 1931 році закінчив Київський інститут народної освіти. По закінченню навчання працював редактором на Київській кіностудії художніх фільмів імені О. Довженка, викладав у Київському педагогічному інституті та кіноінституті. З 1940 року — завідувач відділу радянської літератури Інституту української літератури імені Т. Шевченка.
Учасник німецько-радянської війни. Був військовим кореспондентом. Член ВКП(б) з 1945 року. У 1946–1948 роках — виконувач обов'язків старшого наукового співробітника Інституту української літератури імені Т. Шевченка. У 1946—1949 роках працював заступником головного редактора, а потім головним рндактором журналу «Вітчизна». У 1948—1953 роках зазнав переслідувань під час спрямованої проти євреїв кампанії з «боротьби з космополітизмом».

Могила Євгена Адельгейма

Помер 13 січня 1982 року. Похований в Києві на Байковому кладовищі (стара частина).

## Творчість
Цікавився проблемами теорії соціалістичного реалізму, художньої майстерності, психології творчості. Друкувався з 1929 року. Автор книг про творчість Івана Франка, Василя Еллана-Блакитного, Павла Тичини, Максима Рильського, Миколи Бажана, Олександра Корнійчука, Івана Кочерги, Володимира Маяковського, Миколи Ушакова. Праці:
- Поетичний «молодняк» (1931);
- «Два драматурги» (1938, про творчість І. Кочерги та О. Корнійчука);
- «Володимир Маяковський» (1941);
- «Поезія боротьби й труда» (1948);
- «Українська радянська поезія» (1948);
- «Василь Еллан» (1959);
- «Микола Бажан» (1965);
- «Час і пам'ять» (1973, збірка статей);
- «Крізь роки» (1979);
- «Залишаються вірші» (1979, про творчість М. Ушакова).

З його передмовою вийшли поезії Михайла Семенка (1985).

## Нагороди
Нагороджений орденом Червоної Зірки (25 грудня 1945), медалями «За відвагу» (7 лютого 1943), «За оборону Кавказу» (1 травня 1944), «За перемогу над Німеччиною» (9 травня 1945), «За взяття Будапешта» (9 червня 1945), «За взяття Відня» (9 червня 1945), «За визволення Праги» (9 червня 1945).